# Anne O'Hare McCormick
Anne O’Hare McCormick (Wakefield, 16 de mayo de 1882 - Nueva York, 29 de mayo de 1954) fue una corresponsal extranjera del New York Times, en una época en que ese campo era exclusivamente para hombres. En 1937 ganó el premio Pulitzer al mejor corresponsal, convirtiéndose en la primera mujer en recibir un premio Pulitzer.
Nació en Yorkshire (Inglaterra) pero fue educada en el College of Saint Mary of the Springs, en Columbus (Ohio). Después de graduarse se convirtió en editora asociada del Catholic Universe Bulletin. En 1911 se casó con Francis McCormick, un importador y ejecutivo de la Dayton Plumbing Supply Company, con quien viajó frecuentemente al exterior. Pronto su carrera como periodista se hizo más especializada.
En 1921 se acercó a The New York Times para ofrecerle convertirse en colaboradora independiente en Europa, para cubrir historias que todavía no hubieran sido investigadas por los periodistas del Times en el extranjero. The Times aceptó, y McCormick realizó los primeros reportajes en profundidad acerca de la subida de Benito Mussolini y el movimiento fascista en Italia.
Antes del estallido de la Segunda Guerra Mundial, McCormick realizó entrevistas con el primer ministro italiano Benito Mussolini, con el líder alemán Adolf Hitler, el primer ministro soviético Iósif Stalin, el primer ministro británico Winston Churchill, el presidente de Estados Unidos Franklin D. Roosevelt, los papas Pío XI y XII, y otros líderes mundiales. En 1936, se convirtió en la primera mujer en ser nombrada miembro del consejo editorial del Times. Ese año (1936), sus despachos desde Europa fueron reconocidos con el Premio Pulitzer en 1937.
En 1939, con la guerra mundial inminente, McCormick pasó cinco meses en 13 países diferentes, hablando con los líderes políticos y los ciudadanos de a pie para informar sobre la creciente crisis. Se informó que pasó, algún tiempo cada año con Franklin D. Roosevelt para discutir la política. Después de la guerra, durante la cual ella continuó realizando informes, McCormick fue seleccionada para representar a Estados Unidos como miembro de la primera delegación a la conferencia de la UNESCO en las ONU.
La señora McCormick murió en Nueva York el 29 de mayo de 1954 y está enterrada en el cementerio Gate of Heaven en Hawthorne (Nueva York).